# План урегулирования (Западная Сахара)
План урегулирования — соглашение между Фронтом Полисарио и Марокко по организации референдума, который будет представлять собой выражение самоопределения народа Западной Сахары, ведущее либо к полной независимости, либо к интеграции с Королевством Марокко. Это привело к прекращению огня, остающемуся в силе и по сей день, а также к созданию миротворческой миссии ООН для контроля соглашения о прекращении огня и организации референдума.
Основанием плана послужило более раннее предложение мира Организации африканского единства (ОАЕ), но на этот раз создателем выступила Организация Объединенных Наций. Впервые представленный в конце 1980 и в 1990 году в резолюции Совета Безопасности 658, план был подписан в 1991 году. Референдум должен был пройти в 1992 году, но этого не произошло, так как обе стороны не договорились о том, кому должно быть позволено голосовать. В 1997 году Хьюстонское соглашение ООН попыталось расчистить путь к референдуму, который должен был состоятся в 1998 году, и опубликовало всеобъемлющий избирательный ценз. Однако, в связи с отказом в Марокко принять результаты переписи, и, следовательно, малой вероятности принятия предложения об основных участниках референдума, Генеральный секретарь ООН приостановил план урегулирования.
Другое решение были предложено Специальным посланником Генерального секретаря ООН Джеймсом Бейкером в 2001 году как План Бейкера I, который был принят Марокко, но отвергнут Фронтом Полисарио, а план Бейкера II в 2003 году был отклонен Марокко, но принят Алжиром, Фронтом Полисарио и Советом Безопасности ООН. В июне 2004 года Джеймс Бейкер ушел со своего поста посланника ООН в Западной Сахаре.